# Спасское-Лутовиново (село)
Спа́сское-Лутови́ново — село в Мценском районе Орловской области России. Административный центр Спасско-Лутовиновского сельского поселения.

## География
Село находится в северной части Орловской области, в лесостепной зоне, в пределах центральной части Среднерусской возвышенности, на расстоянии примерно 6 км (по прямой) к северо-северо-востоку (NNE) от города Мценска, административного центра района. Абсолютная высота — 237 м над уровнем моря.
Климат
Климат характеризуется как умеренно континентальный с умеренно морозной зимой и теплым, иногда жарким летом. Средняя многолетняя температура самого холодного месяца — января, составляет −9,4°С, температура самого теплого +19°С.
Часовой пояс
Село Спасское-Лутовиново, как и вся Орловская область, находится в часовой зоне МСК (московское время). Смещение применяемого времени относительно UTC составляет +3:00.

## Население
| 2002 | 2010 |
| ---- | ---- |
| 427  | ↘365 |

Половой состав
По данным Всероссийской переписи населения 2010 года в гендерной структуре населения мужчины составляли 51 %, женщины — соответственно 49 %.
Национальный состав
Согласно результатам переписи 2002 года, в национальной структуре населения русские составляли 96 % из 427 чел.

## Улицы
| - ул. Музейная, - ул. Никольская, - ул. Новая, | - ул. Садовая, - ул. Ф. Донкова, - ул. Цветочная. |

## Инфраструктура
Действуют средняя школа с дошкольной группой, фельдшерско-акушерский пункт, дом культуры и библиотека.

## Достопримечательности
К северу от села расположен мемориальный и природный музей-заповедник И.С. Тургенева «Спасское-Лутовиново».

## Галерея
- Крестьяне Спасского-Лутовинова. Фото 1870 гг.
- Усадебный дом Спасского-Лутовинова. Фото 1870 гг.